# Algirdas
Algirdas (belorusko Альгерд, Algerd, ukrajinsko Ольгерд, Olgerd, poljsko Olgierd) je bil vladar srednjeveške Litve, * okoli  1296, † maj 1377.
Litovcem in Rusinom je vladal od leta 1345 do 1377. S pomočjo svojega brata Kęstutisa, ki je branil zahodne meje kneževine, je ustvaril cesarstvo, ki je segalo od sedanjih baltskih držav do Črnega morja in 80 km do Moskve.

## Ozadje
Algirdas je bil eden od sedmih sinov velikega vojvode Gediminasa, ki je pred svojo smrtjo leta 1341 razdelil svoje posesti in svojemu najmlajšemu sinu  Jaunutisu dodelil prestolnico Vilno. Algirdas je s pomočjo svojega brata Kęstutisa izgnal nesposobnega Jaunutisa in se leta 1345 razglasil za velikega kneza. Naslednjih dvaintrideset let svoje vladavine je posvetil razvoju in širitvi Velike kneževine Litve.
Ko je postal vladar Litve, se je naslavljal s "kralj Litve"  (rex Letwinorum), v livonskih kronikah pa so ga naslavljali s "knez" (knjaz) ali "veliki knez" (velikiy knyaz).
Domneva se, da sta k temu dosežku prispevala dva dejavnika: Algirdasova politična preudarnost in Kęstutisova predanost. Razdelitev njunih posesti potrjuje dejstvo, da se Algirdas pojavlja skoraj izključno v vzhodnoslovanskih virih, medtem ko zahodne kronike opisujejo predvsem Kęstutisa. Litvo so obkrožali sovražniki. Tevtonski viteški red na severozahodu in Zlata horda na jugovzhodu sta stalno prežala na litovsko ozemlje, medtem ko sta bili Poljska na zahodu in Moskovska velika kneževina na vzhodu na splošno sovražna tekmeca.

## Širjenje Litve
"Celotna Kijevska Rusija mora pripadati Veliki litovski kneževini."

— Izjava Algirdasovih odposlancev Tevtonskemu viteškemu redu
Algirdas se je obdržal na oblasti in pridobil vpliv in ozemlje na račun Moskovske velike kneževine in Zlate horde ter razširil meje svoje države od  Litve do Črnega morja. Njegova glavna prizadevanja so bila usmerjena v zavarovanje slovanskih dežel, ki so bile del nekdanje Kijevske Rusije. Načrtoval je izvolitev svojega sina Andreja za pskovskega kneza in ga je močna manjšina državljanov Novgorodske republike podprla proti Moskovski kneževini, je bila njegova vladavina v obeh trgovskih središčih, Pskovu in Velikem Novgorodu, v najboljšem primeru negotova.
Zasedel je pomembni kneževini Smolensk in Brjansk na zahodu  Moskovske kneževine. Čeprav je bil njegov odnos z moskovskimi velikimi knezi na splošno prijateljski, kar se je pokazalo s porokama z dvema pravoslavnima ruskima princesama, je med litovsko-moskovsko vojno (1368–1372) leta 1368 in 1370 oblegal Moskvo. Pomemben Algirdasov dosežek je bila njegova zmaga nad Tatari v bitki pri Modrih vodah pri Južnem Bugu leta 1362, ki je povzročila razpad Kipčakov in prisilila njihovega kana, da je svoj sedež prestavil na Krim.

## Pokristjanjenje in smrt
Po mnenju sodobnih zgodovinarjev je bilo "ohranjanje poganstva pomembno Gediminasovo in Algirdasovo  diplomatsko orodje in orožje ... ki jima je omogočilo uporabljati obljube o spreobrnjenju kot sredstva za zaščito svoje moči in neodvisnosti". Hermann von Wartberge in Jan Długosz sta Algirdasa opisala kot pogana do njegove smrti leta 1377. Sodobna bizantinska poročila podpirajo zahodne vire. Patriarh Neilos je Algirdasa opisal kot "kneza, ki je častil ogenj", patriarh Filotej pa je izobčil vse rusinske plemiče, ki so pomagali "brezbožnemu" Algirdasu. Njegova poganska prepričanja so bila omenjena tudi v poročilih bizantinskega zgodovinarja Nikiforja Gregorasa iz 14. stoletja.
Algirdasa  so po smrti zažgali na obredni grmadi skupaj z 18 konji in številnimi osebnimi predmeti v gozdu blizu Maišiagale, verjetno v gozdnem svetišču Kukaveitis. Mesto njegovega domnevnega pokopa od leta 2009 raziskujejo arheologi.
Med Algirdasove potomce spadajo rodbine Trubetzkoj, Čartorski in Sanguško.
Algirdas naj bi ukazal usmrtiti Antona, Ivana in Evstatija iz Vilne, ki so bili pozneje slavljeni kot mučenci Ruske pravoslavne cerkve. Bychowieška kronika iz 16. stoletja in Hustynska kronika iz 17. stoletja omenjata, da je se je malo pred poroko z Marijo Vitebsko leta 1318 spreobrnil v pravoslavno krščanstvo. Med njegovim vladanjem je bilo v Vilni zgrajenih več pravoslavnih cerkva, trditve o njegovem kasnejšem krstu pa niso potrjene s sodobnimi viri. Nekateri ruski zgodovinarji, kot je Batjušikov, trdijo, da je bil Algirdas pravoslavni vladar, čeprav niti sodobni viri niti nedavne študije tega ne potrjujejo.
V spominski knjigi kijevskega Samostana v jamah, ki so jo podpisali Algirdovi potomci, je v 1460. letih zapisano njegovo krstno ime kot Demetrij. Po Wojciechu Wijuku Kojałowiczu in Makariju I. Volodimirju Antonoviču naj bi dal Algirdas samostansko zaobljubo nekaj dni pred smrtjo in je bil pokopan v katedrali Bogorodice v Vilni pod samostanskim imenom Aleksij.

## Otroci
Sinovi
- Andrej Polocki (1325 – 12. avgust 1399, bitka pri Vorskli), vojvoda Polocka (1342–1387) in Pskova (1342–1348)
- Demetrij I. Starejši  (1327 – 12. avgust 1399, bitka pri Vorskli), vojvoda Brjanska (1356–1379 in 1388–1399)
- Konstantin (umrl pred 30. oktobrom  1390), knez Čartoriska, po J. Tęgowskem je verjetno imel sina Koriata[16]
- Vladimir Olgerdovič (umrl po oktobru 1398), knez Kijeva (1362–1394), Kopila in  Slucka, prednik družin Olelkovič in Belski
- Fjodor (Teodor, umrl leta 1399), knez Rilska (1370–1399), Ratnije (1387–1394) in Brjanska (1393)
- Agripina

Z Uljano Tversko
- Jogaila (okoli 1351 – 1. junij 1434), veliki litovski vojvoda (1377–1381, 1382–1392), poljski kralj (1386–1434)
- Skirgaila (krstno ime Ivan, okoli  1354 – 11. januar 1397 v Kijevu), vojvoda Trakaja (1382–1395), Kijeva (1395–1397), litovski regent
- Kaributas (krstno ime Dmitrij, po 1350 – po 1404), knez Novgorod-Siverskega  (1386–1392/93)
- Lengvenis (krstno ime Simon, umrl po  19. juniju 1431), knez  Mstislavla, regent Novgorodske republike
- Karigaila (krstno ime Kazimir, po 1350–1390), knez Mstislavla
- Vigantas (krstno ime Aleksander, po 1350 – 28. junij 1392), knez Kernavė
- Švitrigaila (krstno ime Boleslav, okoli 1370 – 10. februar 1452, Lutsk), veliki litovski vojvoda (1430–1432), vladar Volinije (1437–1452)

Hčerke
- Fjodora, žena Svjatoslava Karačevskega
- Agripina (krstno ime Marija, umrla leta 1393), žena Borisa Suzdalskega
- Kenna (krstno ime Ivana, okoli 1350 – 27. april 1368), žena Kazimirja IV., vojvode Pomeranije
- Helena (po 1350 – 15. september 1438), žena  Vladimirja Hrabrega
- Marija (rojena po letu 1350), žen Vaidile in Davida Gorodeckega
- Vilhejda (krstno ime Katarina, po 1350 – po 4. aprilu 1422), žena Ivana II., vojvode   Mecklenburg-Stargarda
- Aleksandra Mazovska (po 1350 – 19. junij 1434), žena mazovskega vojvode Sjemovita IV.
- Jadviga (po 1350 – po 1407), žena Jana III. Oświęcimskega

Preko sina Vladimirja je bil Algirdas 5. praded Elizabete Báthory.

## Ocena vladanja
Algirdas je spretno balansiral med Moslovsko kneževino in Poljsko, govoril litovsko in rusinsko in sledil željam večine svojih poganskih in pravoslavnih podložnikov, namesto da bi se jim odtujil s promoviranjem rimskokatolištva. Njegov sin Jogaila se je povzpel na poljski prestol, se spreobrnil v rimsko katolištvo in ustanovil dinastijo, ki je vladala Litvi in Poljski skoraj 200 let.
Algirdasa so zelo častili tudi v Belorusiji kot združitelja vseh beloruskih dežel znotraj ene države in uspešnega vojaškega poveljnika in vladarja srednjeveške Belorusije. V Vitebsku so ob proslavi 1040. obletnice ustanovitve mesta leta 2014 postavili njegov spomenik. Algirdas je bil vojvoda Vitebska več kot dvajset let, preden je postal veliki litovski knez.